# Automobilklub Rzeszowski

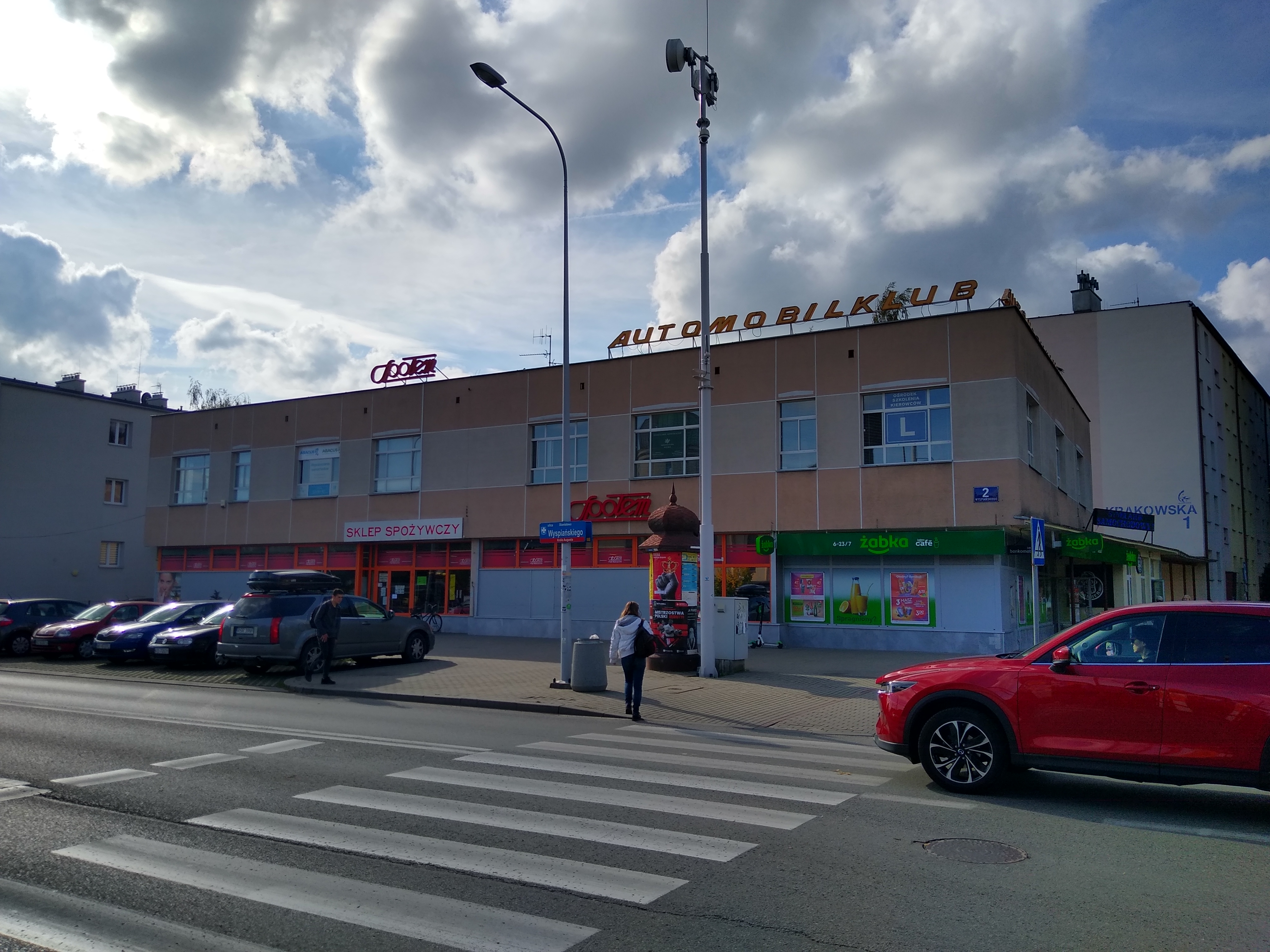
Siedziba Automobilklubu przy ul. Wyspiańskiego 2 (2022)

Automobilklub Rzeszowski – polskie stowarzyszenie powstałe 11 czerwca 1946 roku pod nawiązująca do przedwojennych tradycji nazwą Automobilklub Polski Oddział w Rzeszowie, organizacja społeczna powołana w celu popularyzowania sportu, turystyki i nawigacji motorowej, podnoszenia kultury motoryzacyjnej i bezpieczeństwa ruchu drogowego oraz niesienia pomocy osobom poszkodowanym w wypadkach komunikacyjnych. Siedzibą władz Automobilklubu jest Rzeszów.
W strukturach AK Rzeszowskiego działają trzy sekcje:
- Komisja Sportu zajmująca się planowaniem i organizowaniem imprez związanych ze sportem samochodowym, kartingowym i motocyklowym;
- Komisja Turystyki Nawigacyjnej i Ogólnej, której podstawową działalnością jest organizacja ogólnodostępnych rajdów turystycznych mających na celu poznanie zabytków sztuki, architektury i krajobrazu Podkarpacia oraz rajdów nawigacyjnych, podczas których zawodnicy doskonalą umiejętności nawigacyjne podczas pracy z mapą i itinererem w różnych wariantach terenu (gęsta zabudowa miejska, teren niezabudowany, itp.);
- Komisja Bezpieczeństwa Ruchu Drogowego koordynująca organizację imprez zmierzających do poprawy bezpieczeństwa i podniesienia kultury na drogach.

## Historia
11 czerwca 1946 roku grupa entuzjastów motoryzacji założyła w Rzeszowie Automobilklub Polski Oddział w Rzeszowie. Pierwszym  Prezesem organizacji został inż. Dominik Barański.
W styczniu roku 1950 Automobilklub Polski i Polski Związek Motocyklowy przestały istnieć (z powodów politycznych nastąpiła likwidacja struktur oraz nazw obu stowarzyszeń), została powołana nowa organizacja pod nazwą Polski Związek Motorowy. Automobilklub rzeszowski przekształcił się w Auto-Moto-Klub - wspólne stowarzyszenie automobilistów i motocyklistów. Współpraca obu grup nie układała się jednak najlepiej i nie służyła rozwojowi klubu.
14 sierpnia 1958 roku automobilklub wznowił działalność nie jako oddział organizacji ogólnopolskiej, lecz samodzielne stowarzyszenie pod nazwą Automobilklub Rzeszowski, będące członkiem Polskiego Związku Motorowego. Przewodniczącym Zarządu został inż. Włodzimierz Krasiński.